# Horst Stumpff
Horst Stumpff (* 20. November 1887 in Gießen; † 25. November 1958 in Hamburg) war ein deutscher General der Panzertruppe der Wehrmacht im Zweiten Weltkrieg.

## Leben
Stumpff trat 1907 als Fahnenjunker in das Infanterie-Regiment „von der Goltz“ (7. Pommersches) Nr. 54 der Preußischen Armee ein. 1913 wurde er als Leutnant von hier an das Kadettenhaus in Potsdam kommandiert. Er diente im Ersten Weltkrieg, erhielt beide Klassen des Eisernen Kreuzes und wurde nach Kriegsende in die Reichswehr übernommen. 
Im Oktober 1935 wurde Stumpff Kommandeur des neu aufgestellten Schützen-Regiments 3 in Altengrabow, später Eberswalde; organisatorisch der 3. Panzer-Division und taktisch der 3. Schützen-Brigade unterstellt; und später gleichzeitig mit der Führung der 3. Schützen-Brigade beauftragt. Er wurde ab 1938 als Nachfolger von Generalleutnant Leo Geyr von Schweppenburg Kommandeur der 3. Panzer-Brigade. Anschließend war Stumpff nach dem Beginn des Zweiten Weltkriegs von Oktober 1939 bis November 1940 unterbrochen von zwei Monaten in Vertretung durch Generalmajor Friedrich Kühn Kommandeur der 3. Panzer-Division. Im November 1940 wurde er Kommandeur der neu aufgestellten 20. Panzer-Division, Anfang Februar 1941 zum Generalleutnant befördert und blieb dies bis Mitte September 1941. Mit der Division war er in die Kesselschlacht bei Białystok und Minsk und die Kesselschlacht bei Smolensk eingebunden. Die Bedingungen an der Ostfront führten dazu, dass sich sein Gesundheitszustand verschlechterte, er sein Kommando abgeben musste und er von der Front zurück befohlen wurde. Am 29. September 1941 wurde ihm das Ritterkreuz des Eisernen Kreuzes verliehen.
Er blieb für acht Monate in der Führerreserve und wurde dann 1942 zum Ersatzheer versetzt. Ab April 1942 war er Militärinspektor des Rekrutierungsgebiets Königsberg. Später wurde er als General z.b.V. zum Generalinspekteur der Panzertruppen kommandiert. Am 9. November 1944 wurde er in der neuen Position als General der Panzertruppen West (Leo Geyr von Schweppenburg war bis zur ersten Auflösung der Dienststelle im Januar 1944 General der Panzertruppen West gewesen) zum General der Panzertruppe befördert. Als General der Panzertruppen West Anfang September 1944 konnte die Auffrischung der 9. Panzer-Division mit Jagdpanzern und Waffen nicht wie geplant vorgenommen werden. Ende November 1944 stellte er eine Kriegstaktik für den Einsatz der Panzerwaffe an der Westfront vor. Zu Kriegsende ging er in amerikanische Kriegsgefangenschaft.
Sein Bruder war Generaloberst Hans-Jürgen Stumpff, Generalstabschef der Luftwaffe.